# Siegfried Karfunkelstein
Siegfried Karfunkelstein (Beuthen, 1848. február 21. – 1870. október 30.) német zsidó katona. 1866-ban csatlakozott a hadsereghez, harcolt a porosz–osztrák–olasz háborúban, majd a porosz–francia háborúban, a Le Bourget-i csatában ölték meg. Két nappal halála előtt katonai szolgálataiért neki ítélték a Vaskereszt második fokozatát.

## Életrajza
Karfunkelstein 1848. február 21-én született Szilézia Beuthen településén. 18 évesen 1866-ban önként jelentkezett katonai szolgálatra, és harcolt a porosz–osztrák–olasz háborúban.
A porosz–francia háborúban Karfunkelstein annyira elismerésre méltóan harcolt, hogy 1870. október 28-án kitüntették a Vaskereszt második fokozatával. két nappal később, október 30-án halálos sebet szerzett a Le Bourget-nél vívott csatában. Áttört az első barikádon, és megakadályozta, hogy az ezred zászlaja az ellenséghez kerüljön. A zászlót át tudta adni Budrisky tábornoknak. Egyes források szerint Karfunkelstein kiugrott, hogy megszerezze a zászlót, de ekkor mellkason lőtték. A golyó meghorzsolta a bvaskeresztet, amit a nyakába lógatva hordott.